# Zeepaardjes
De zeepaardjes (Hippocampus) vormen een geslacht van vissen uit de familie Syngnathidae van de orde zeenaaldachtigen (Syngnathiformes). De wetenschappelijke naam Hippocampus komt uit het Oudgrieks ἵππος, hippos, paard en κάμπος, kampos: zeemonster, en verwijst naar het Griekse mythische wezen hippocampus. Zeepaardjes kenmerken zich door hun hoofd en nek die doen denken aan een paard, hun gesegmenteerde pantser, hun rechtopstaande houding en een gekrulde grijpstaart.

## Beschrijving
Het lichaam van een zeepaardje  is zijdelings afgeplat; de kop lijkt wel op die van een paard en heeft een lange snuit. De buik is bol, de staart is lang en oprolbaar, en kan als grijporgaan worden gebruikt. Een staartvin ontbreekt. Zeepaardjes hebben geen schubben, maar rijen knobbels of stekels, beenringen genoemd. Hierdoor heeft een zeepaardje zowel een inwendig als uitwendig skelet en is het voor veel dieren te hard om op te eten. Een zeepaardje zwemt rechtop en beweegt langzaam. De rugvin wordt gebruikt voor stuwing. De borstvinnen, die erg hoog geplaatst zijn, vlak achter de kieuwdeksels, worden gebruikt om te sturen. De beide ogen kunnen onafhankelijk van elkaar bewegen, zodat niet het hele lichaam gedraaid hoeft te worden om iets te volgen. Ook kunnen sommige zeepaardjes van kleur veranderen en zelfs patronen en tekeningen aannemen.
Er zijn 46 soorten benoemd, die in grootte variëren van 1 cm (Hippocampus bargibanti) tot meer dan 30 cm. Er zijn blauwe, groene en knalgele soorten, maar de meeste zijn bruingroen van kleur. 
Veel soorten zeepaardje kunnen de kleur aannemen van hun omgeving; zodoende vallen zeepaardjes vaak niet op tussen de waterplanten waartussen ze leven. Met de staart grijpen zeepaardjes zich vast aan wieren, zeegrassen of koralen. 
Zeepaardjes liften mee met oceaanstromingen door hun staart te krullen rondom drijvende objecten.

## Leefgebied
Zeepaardjes leven langs de kust in mangroves, zeegras en koraalriffen over de gehele wereld, voornamelijk in tropische en subtropische gebieden. Na het broedseizoen verdwijnen zeepaardjes in dieper water om te overwinteren.
Twee soorten komen voor in de Noordzee; het kortsnuitzeepaardje (Hippocampus hippocampus) en het langsnuitzeepaardje (Hippocampus ramulosus). Met enige regelmaat wordt die laatste soort gevonden in Nederland en België. In april 2007 werden in de monding van de Britse rivier de Theems voor het eerst in dertig jaar zichzelf voortplantende kortsnuitzeepaardjes aangetroffen. In de Oosterschelde zijn al meerdere exemplaren gevonden en ook in het Duitse deel van de Waddenzee.
Alle Hippocampus-soorten zijn opgenomen in Appendix II van het CITES-verdrag, zodat export van deze dieren alleen met een CITES-vergunning is toegestaan.

## Voedsel
Een zeepaardje heeft geen tanden en kan het voedsel dus niet vermalen. Door de kleine mondopening kunnen geen grote prooien verorberd worden. Hierdoor moet voortdurend gegeten worden om aan voldoende voedsel te komen. De meeste soorten eten voornamelijk kleine kreeftachtigen of andere zoöplankton zoals vislarven. 
Pinguïns en krabben eten zeepaardjes; andere vissen spugen ze uit omdat zij te stekelig zijn.

## Voortplanting
De voortplanting van zeepaardjes is opmerkelijk. De ontwikkeling van de eieren gebeurt namelijk in een broedbuidel op de buik van het mannetje. Voor de paring wordt een uitgebreide paringsdans gemaakt waarbij ook de kleuren vaak veranderen. Het vrouwtje brengt tijdens de paring, waarbij de staarten van een koppel verstrengeld zijn, de eicellen in kleine aantallen tegelijk in de buidel, waarna het mannetje ze bevrucht met zijn zaad. Het mannetje beschermt de embryo's in de buik tot deze zelfstandig kunnen leven waarna ze de buidel verlaten. 
Het embryo hecht zich aan de wanden van de buidel en van de membranen in de buidel. De meeste soorten hebben één membraan, de Hippocampus abdominalis heeft er vijf.
Er zijn wel meer diersoorten, ook vissen, waarbij de man de jongen verzorgt, maar bij een zeepaardje vindt zelfs de bevruchting in het mannetje plaats, wat uitzonderlijk is. Zeepaardjes zijn monogaam, maar bij enkele soorten kan na een cyclus van bevruchting en uitbroeden wel van partner worden gewisseld.
Aangezien het mannetje belast is met het uitbroeden van de jongen, kan het vrouwtje direct weer beginnen met het produceren van nieuwe eitjes. Het omgekeerde rollenpatroon leidt er ook toe dat bij deze dieren de vrouwtjes met elkaar wedijveren om de gunst van de mannetjes. Bij de meeste dieren vechten de mannetjes juist om de vrouwtjes, zeker bij vissen.
Het zeepaardje is de enige vis tussen het zeegras of mangroves waarvan bekend is dat deze monogaam leeft. Dit is binnen één broedseizoen geconstateerd.

## Bedreiging
Overal waar zeepaardjes leven worden ze bedreigd doordat hun leefomgeving verdwijnt; mangroves langs de kusten worden weggehaald, zeegraslanden worden weggebaggerd en koraalriffen worden opgeblazen. Ook wordt er veel gevist op zeepaardjes; omstreeks 1990 werd de wereldwijde vangst geschat op 20 miljoen stuks. Levende zeepaardjes belanden in aquaria overal in de wereld of als lekkernij op het bord. In Azië, voornamelijk in China, worden zeepaardjes verwerkt in medicijnen en lustopwekkende middelen. De medicijnen zouden kunnen helpen tegen veel kwalen variërend van astma en aderverkalking tot impotentie en incontinentie.

## Soorten

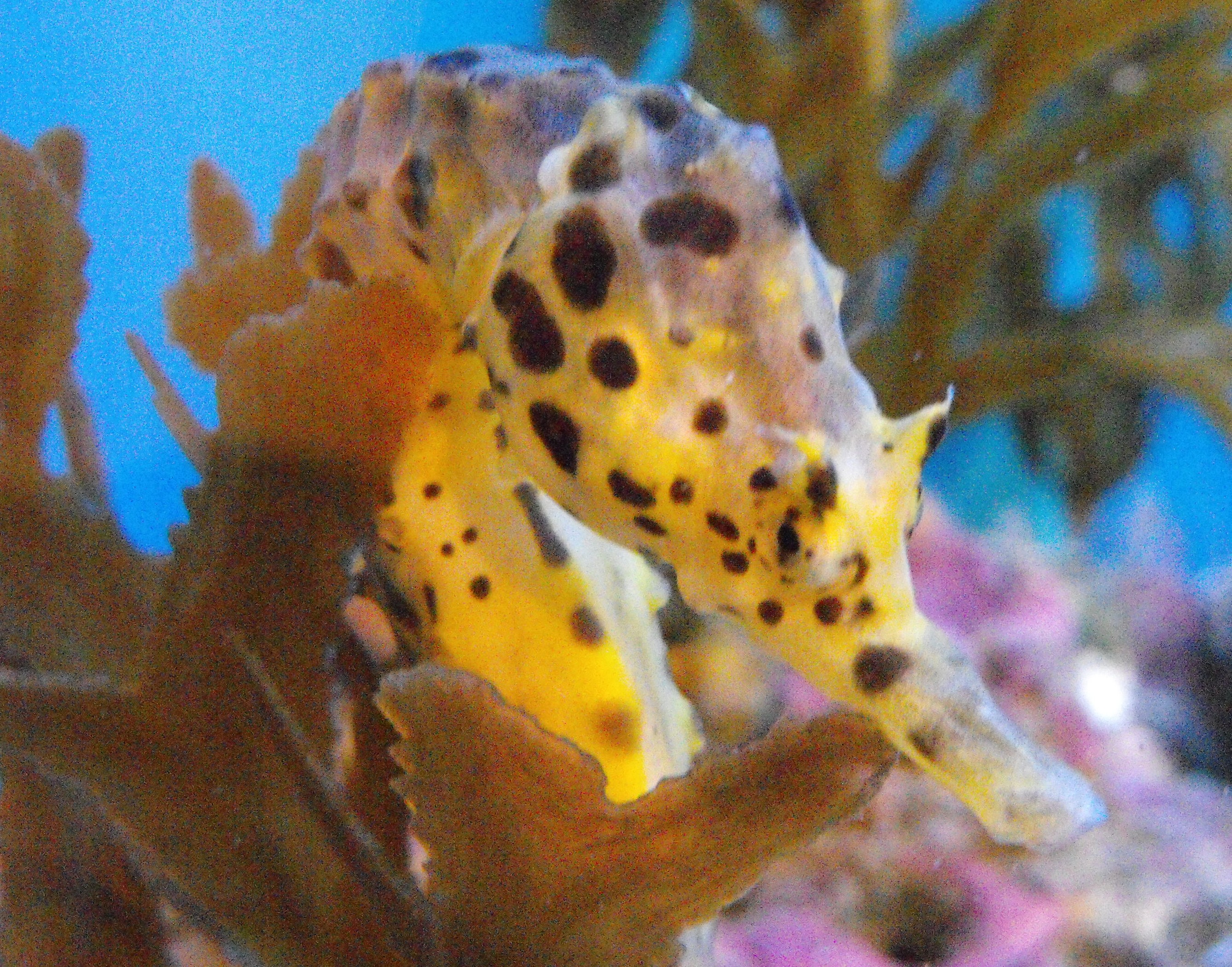
Hippocampus abdominalis

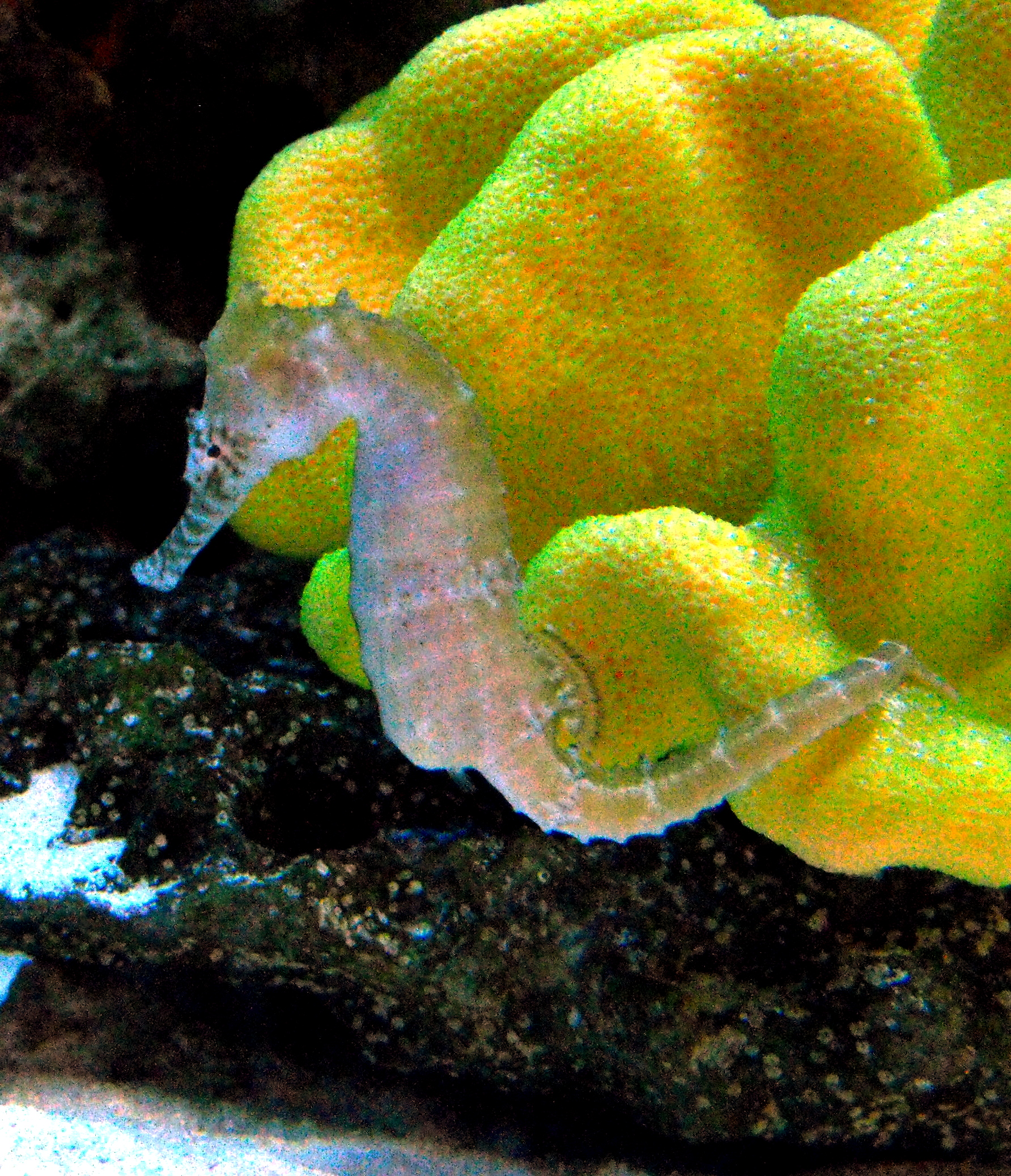
Hippocampus barbouri

- Hippocampus abdominalis Lesson, 1827
- Hippocampus alatus Kuiter, 2001
- Hippocampus algiricus Kaup, 1856
- Hippocampus angustus Günther, 1870
- Hippocampus barbouri Jordan & Richardson, 1908
- Hippocampus bargibanti Whitley, 1970
- Hippocampus biocellatus Kuiter, 2001
- Hippocampus borboniensis Duméril, 1870
- Hippocampus breviceps Peters, 1869
- Hippocampus camelopardalis Bianconi, 1854
- Hippocampus capensis Boulenger, 1900
- Hippocampus colemani Kuiter, 2003
- Hippocampus comes Cantor, 1850
- Hippocampus coronatus Temminck & Schlegel, 1850
- Hippocampus denise Lourie & Randall, 2003
- Hippocampus erectus Perry, 1810
- Hippocampus fisheri Jordan & Evermann, 1903
- Hippocampus fuscus Rüppell, 1838
- Hippocampus grandiceps Kuiter, 2001
- Hippocampus guttulatus Cuvier, 1829 – Langsnuitzeepaardje
- Hippocampus hendriki Kuiter, 2001
- Hippocampus hippocampus (Linnaeus, 1758) – Kortsnuitzeepaardje
- Hippocampus histrix Kaup, 1856
- Hippocampus ingens Girard, 1858
- Hippocampus japapigu Short, Smith, Motomura, Harasti & Hamilton, 2018
- Hippocampus jayakari Boulenger, 1900
- Hippocampus jugumus Kuiter, 2001
- Hippocampus kelloggi Jordan & Snyder, 1901
- Hippocampus kuda Bleeker, 1852
- Hippocampus lichtensteinii Kaup, 1856
- Hippocampus minotaur Gomon, 1997
- Hippocampus mohnikei Bleeker, 1854
- Hippocampus montebelloensis Kuiter, 2001
- Hippocampus multispinus Kuiter, 2001
- Hippocampus nalu Short, Claassens, Smith, De Brauwer, Hamilton, Stat & Harasti, 2020[6]
- Hippocampus procerus Kuiter, 2001
- Hippocampus queenslandicus Horne, 2001
- Hippocampus reidi Ginsburg, 1933
- Hippocampus semispinosus Kuiter, 2001
- Hippocampus sindonis Jordan & Snyder, 1901
- Hippocampus spinosissimus Weber, 1913
- Hippocampus subelongatus Castelnau, 1873
- Hippocampus trimaculatus Leach, 1814
- Hippocampus whitei Bleeker, 1855
- Hippocampus zebra Whitley, 1964
- Hippocampus zosterae Jordan & Gilbert, 1882

## Trivia

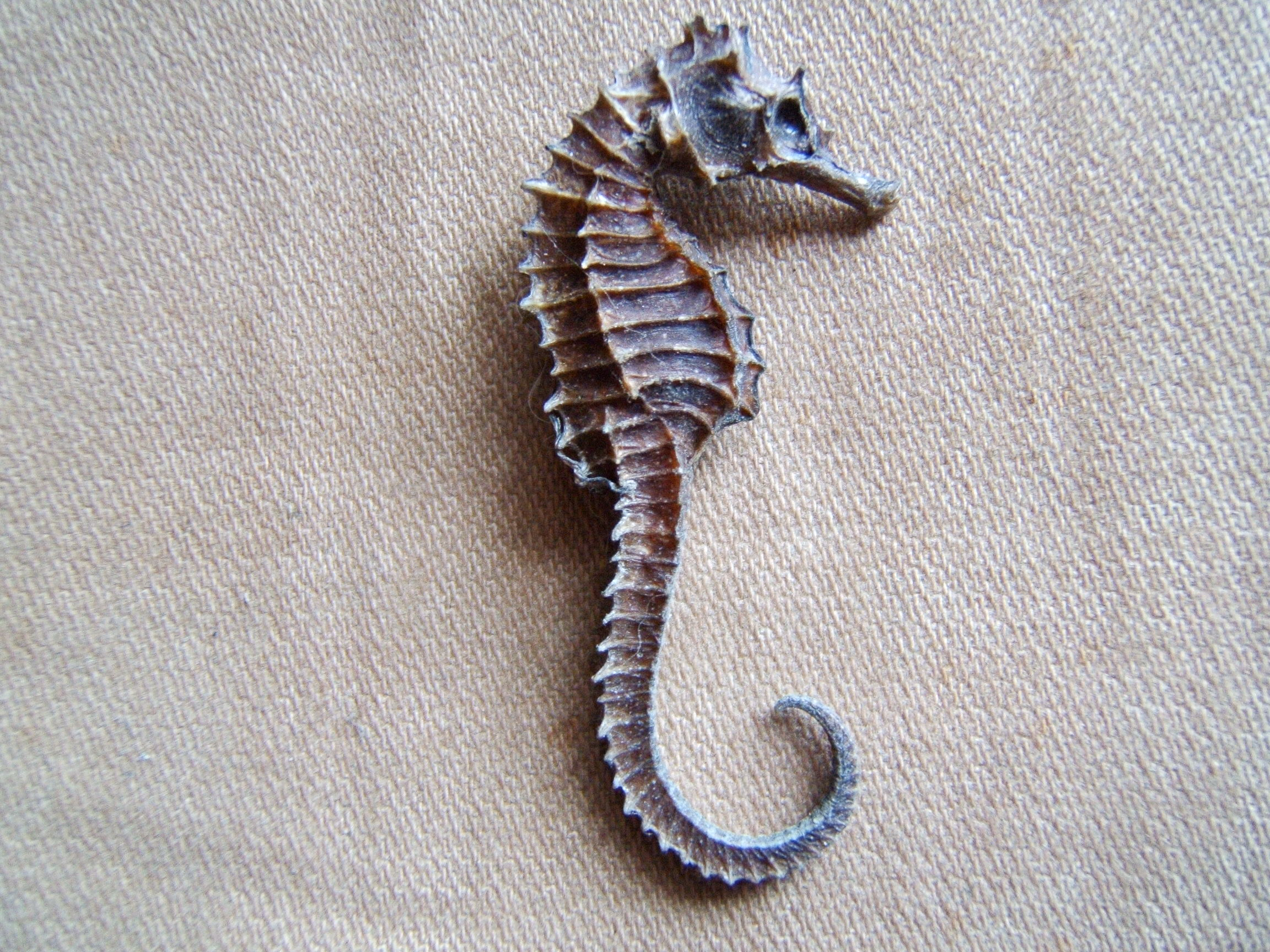
Een gedroogd zeepaardje als souvenir.

- Er is ook een mythologisch zeepaard, een fabeldier met de voorkant van een paard en een achterzijde als een vis. Dit zeepaard duikt soms op in logo's en wapenschilden, zie: Hippocampus (mythologie).
- Zeepaardjes worden als souvenir verkocht, en in landen als China gebruikt als traditioneel medicijn, met name om de potentie te verhogen. Hoewel nooit is aangetoond dat het libidoverhogend werkt, worden er miljoenen zeepaardjes per jaar om deze reden opgevist.
- Twee hersendelen worden ook hippocampus genoemd vanwege de iets op een zeepaardje gelijkende kromme vormen.